# Hvězducha

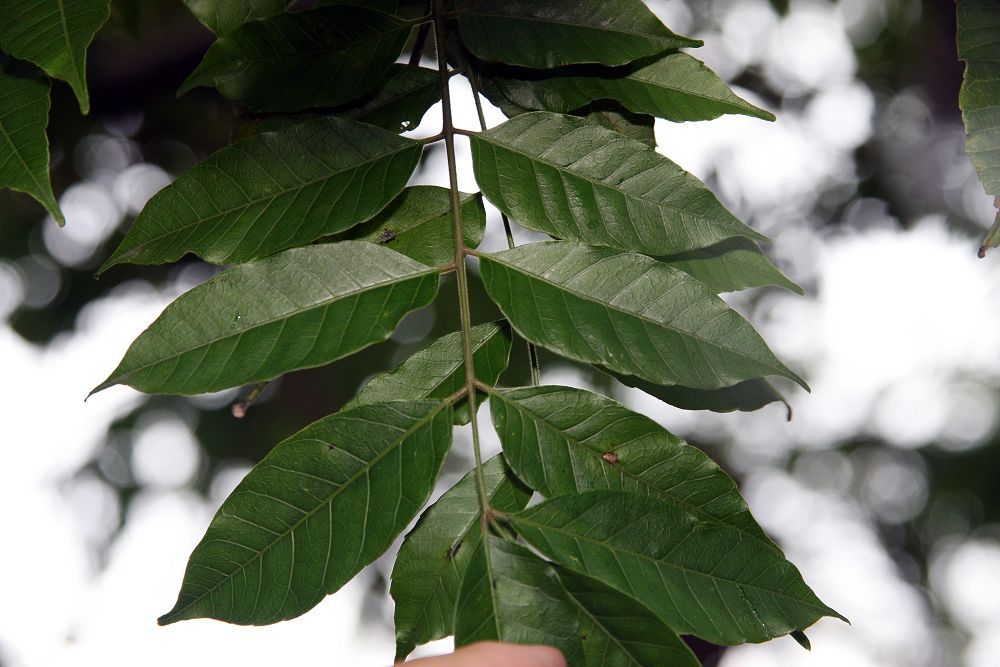
Listy Astronium graveolens

Hvězducha (Astronium) je rod rostlin z čeledi ledvinovníkovité. Jsou to stromy se střídavými zpeřenými listy a drobnými pětičetnými květy v úžlabních nebo vrcholových květenstvích. Plody jsou podepřené zvětšeným papírovitým kalichem a šíří se větrem. Rod zahrnuje 11 druhů a vyskytuje se v tropické Americe. Šťáva nebo prach z rostlin může způsobit dermatitidu. Některé druhy jsou vyhledávány pro dekorativní a kvalitní dřevo nebo mají význam v domorodé medicíně. Mezi významnější druhy náleží zejména hvězducha jasanolistá (Astronium fraxinifolium) a Astronium graveolens.
Druhy Astronium balansae a A. urundeuva byly přeřazeny do samostatného rodu Myracrodruon.

## Popis
Hvězduchy jsou opadavé, dvoudomé, malé až mohutné stromy, ronící při poranění průsvitnou šťávu. Listy jsou střídavé, lichozpeřené, řapíkaté, složené z řapíčkatých, většinou vstřícných, celokrajných, vroubkovaných nebo zubatých lístků. Květy jsou jednopohlavné nebo oboupohlavné, pětičetné, stopkaté, uspořádané v úžlabních či vrcholových thyrsoidech. Koruna je zelenavě bílá nebo nažloutlá a stářím růžovějící. Tyčinek je pět, jsou přirostlé k bázi disku a střídají se s korunními lístky. V květech je tenký pětilaločný disk. Semeník je srostlý ze 3 plodolistů a nese 3 čnělky, obsahuje však pouze jednu komůrku s jediným vajíčkem. Plodem je peckovice, nesoucí často na vrcholu zbytky čnělek a podepřená zvětšeným, vytrvalým, papírovitým kalichem. Mají pryskyřičnatou dužninu a tenkou, za sucha křehkou a lámavou pecku (endokarp).

## Rozšíření
Rod hvězducha zahrnuje 11 druhů. Je rozšířen v tropické Americe od Mexika po Paraguay a severní Argentinu. Největší areál, sahající od Mexika po Paraguay, má druh Astronium graveolens. Rozsáhlý areál má v rámci Jižní Ameriky také hvězducha jasanolistá a Astronium lecointei. Některé druhy jsou endemity východní Brazílie. Astronium obliquum je endemit souostroví Trinidad a Tobago.

## Ekologické interakce
Plody hvězduchy jsou podepřené vytrvalým, zvětšeným kalichem, který zajišťuje jejich šíření větrem.

## Jedovatost
Šťáva z rostlin může způsobit dermatitidu. Prach vznikající při opracování dřeva Astronium graveolens někdy způsobuje vážné poškození kůže, připomínající i popáleniny 2. stupně. Mechanismus účinku je obdobný jako u řady jiných druhů z čeledi ledvinovníkovité.

## Taxonomie
Rod Astronium je v rámci čeledi Anacardiaceae řazen do podčeledi Anacardioideae a tribu Rhoeae. Druhy Astronium balansae a A. urundeuva byly přeřazeny do samostatného rodu Myracrodruon.

## Zástupci
- hvězducha jasanolistá (Astronium fraxinifolium)[7]

## Význam
Hvězduchy poskytují tvrdé, těžké, trvanlivé a často i dekorativní dřevo, používané na stavby i v truhlářství (např. na výrobu nábytku). Není příliš odolné vůči termitům.
Dřevo hvězduchy jasanolisté (Astronium fraxinifolium) je obchodováno pod názvem urunday. Je hnědé, červenohnědé až purpurově červené, tmavě žilkované nebo skvrnité, a je považováno za jedno z nejkrásnějších brazilských dřev. Používá se i na stavby mostů a vodních konstrukcí. V Brazílii se z něj vyrábějí i železniční pražce.
Těží se také dřevo Astronium lecointei a A. graveolens.
Některé druhy mají význam v domorodé medicíně. Astronium graveolens má baktericidní účinky.
Vnitřní kůra a listy Astronium ulei jsou v Guyaně používány jako tonikum, na kašel a při astmatu.